# Lycenchelys peruana
Lycenchelys peruana är en fiskart som beskrevs av Anderson, 1995. Lycenchelys peruana ingår i släktet Lycenchelys och familjen tånglakefiskar. Inga underarter finns listade i Catalogue of Life.